# Дмитровское (Пироговское сельское поселение)
Дмитровское — село в Торжокском районе Тверской области, входит в состав Грузинского сельского поселения, до 2017 года входило в состав Пироговского сельского поселения.

## География
Село расположено в 10 километрах к югу от Торжка.

## История
Храмоздательная грамота на строительство каменной церкви в селе была получена в 1806 году, после чего на средства помещицы Полторацкой было начато строительство по столичному проекту. Храм имел три престола: холодный главный Успения Божией Матери, освященный в 1816 году и придельные теплые: правый Великомученика Димитрия Солунского, левый Знамения Божией Матери и Святителя Николая, освященные в 1821 и 1822 годах соответственно. В 1848 году к храму была пристроена колокольня. После закрытия в конце 1930-х годов храм использовался под нужды колхоза — в здании были установлены зернодробилки.
В конце XIX — начале XX века село входило в состав Грузинской волости Новоторжского уезда Тверской губернии.
С 1929 года село входила в состав Ильинского сельсовета Торжокского района Тверского округа Московской области, с 1935 года — в составе Калининской области, с 1994 года — в составе Пироговского сельского округа, с 2005 года — в составе Пироговского сельского поселения, с 2017 года — в составе Грузинского сельского поселения.

## Население
| 1859 | 1884 | 2002 | 2010 |
| ---- | ---- | ---- | ---- |
| 614  | ↘504 | ↘56  | ↘25  |

## Достопримечательности
В центре села расположена недействующая православная церковь Успения Пресвятой Богородицы (1816).